# NGC 6904
NGC 6904 est un amas ouvert situé dans la constellation du Petit Renard. Il a été découvert par l'astronome britannique John Herschel en 1826.
NGC 6904 est à 1 355 ± 62 pc (∼4 420 al) du système solaire et les dernières estimations donnent un âge de 1 milliard d'années. La taille apparente de l'amas est de 8 minutes d'arc, ce qui, compte tenu de la distance et grâce à un calcul simple, équivaut à une taille réelle de 10,3 ± 0,5 al.
Wolfgang Steinicke considère NGC 6904 comme un groupe d'étoiles et non comme un amas ouvert. De plus, NGC 6904 ne figure pas sur le site WEBDA qui est consacré aux amas ouverts. Cependant, les bases de données Simbad, NASA/IPAC et HyperLeda ainsi que le professeur Seligman considèrent NGC 6904 comme un amas ouvert.